# 鄭先知
鄭先知（英語：Cheng Hsien-Tzu，1993年4月18日—），台灣女子桌球運動員。最高世界排名為第43名 。她曾與陳思羽搭檔獲得2011年世界青少年桌球錦標賽女子雙打季軍。

## 國際賽事
2020年東京奧運與鄭怡靜、陳思羽共同參加桌球女子團體項目，與陳思羽搭檔出戰雙打點數，也是鄭先知首度參加奧運。在16強賽擊敗美國隊後，於8強賽敗給日本隊止步8強。鄭先知於賽後訪問表示備戰首次奧運壓力大導致內分泌失調，因此吃了一個月的抗生素，此外也透過「大吃」紓壓，導致體重增加。

## 主要比賽最佳成績
- 2017年斯洛維尼亞公開賽女單四強
- 2017年夏季世界大學生運動會桌球比賽 與陳思羽、鄭怡靜、林珈芝、劉昱昕在女子團體桌球比賽獲得銅牌。

## 圖集

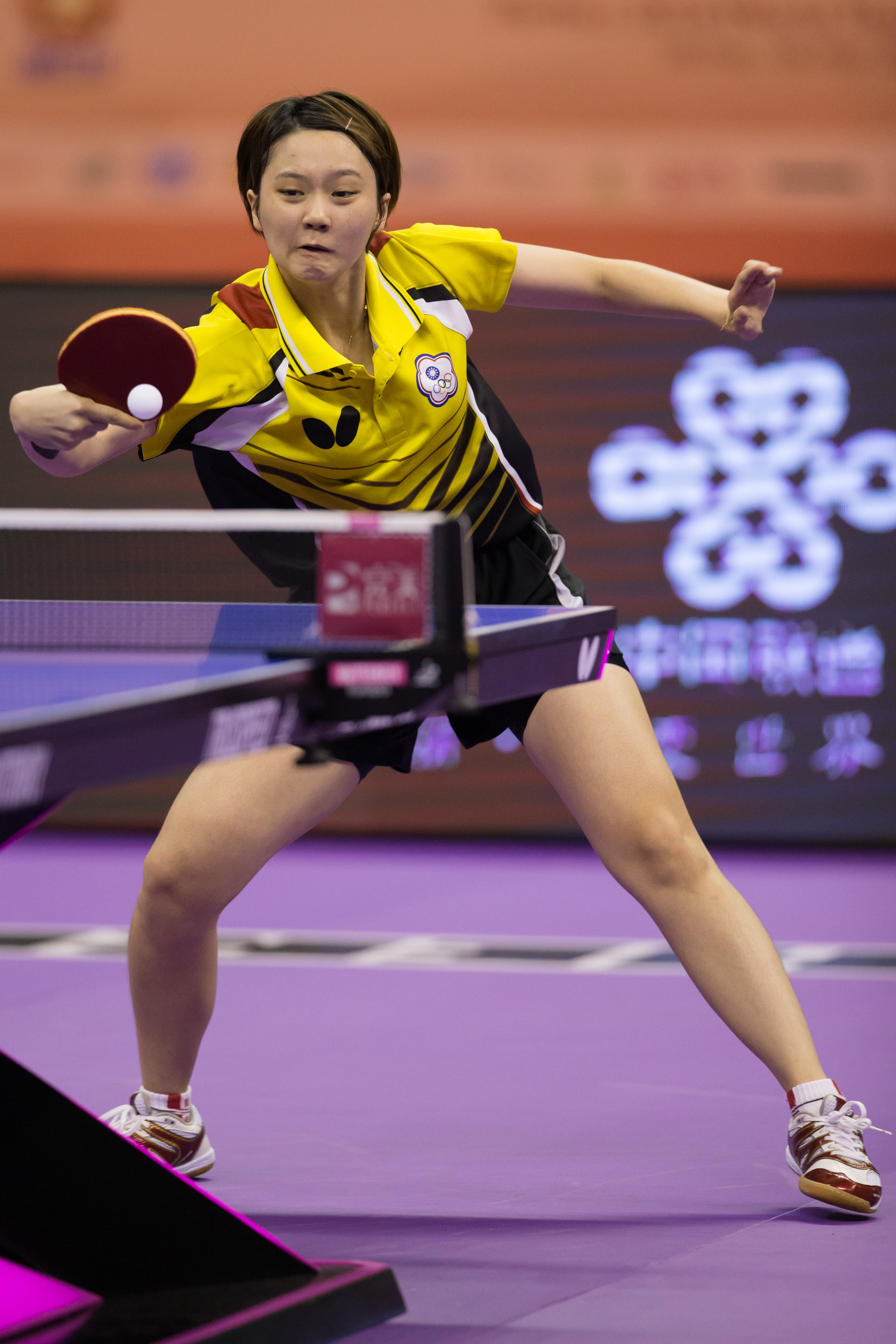
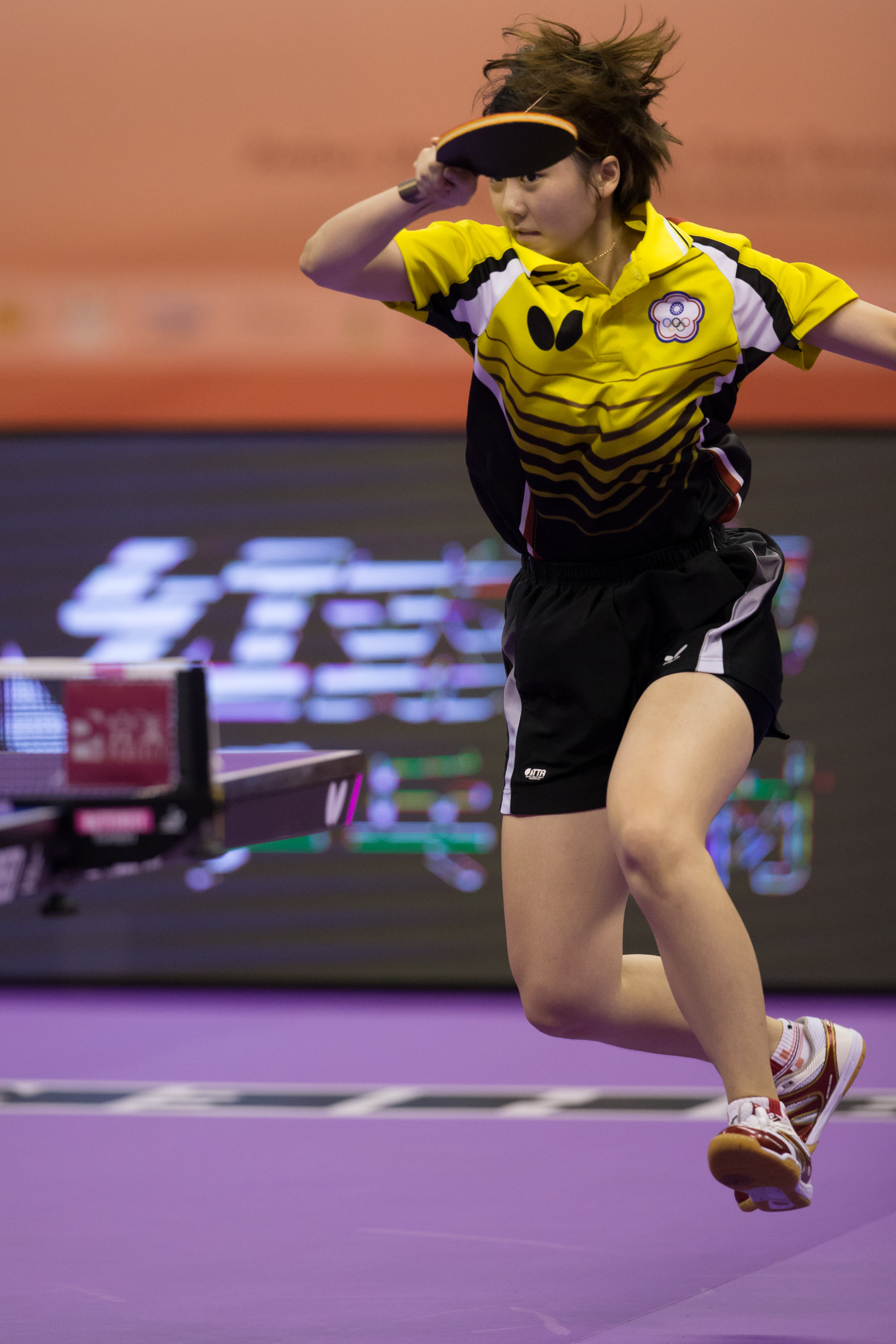
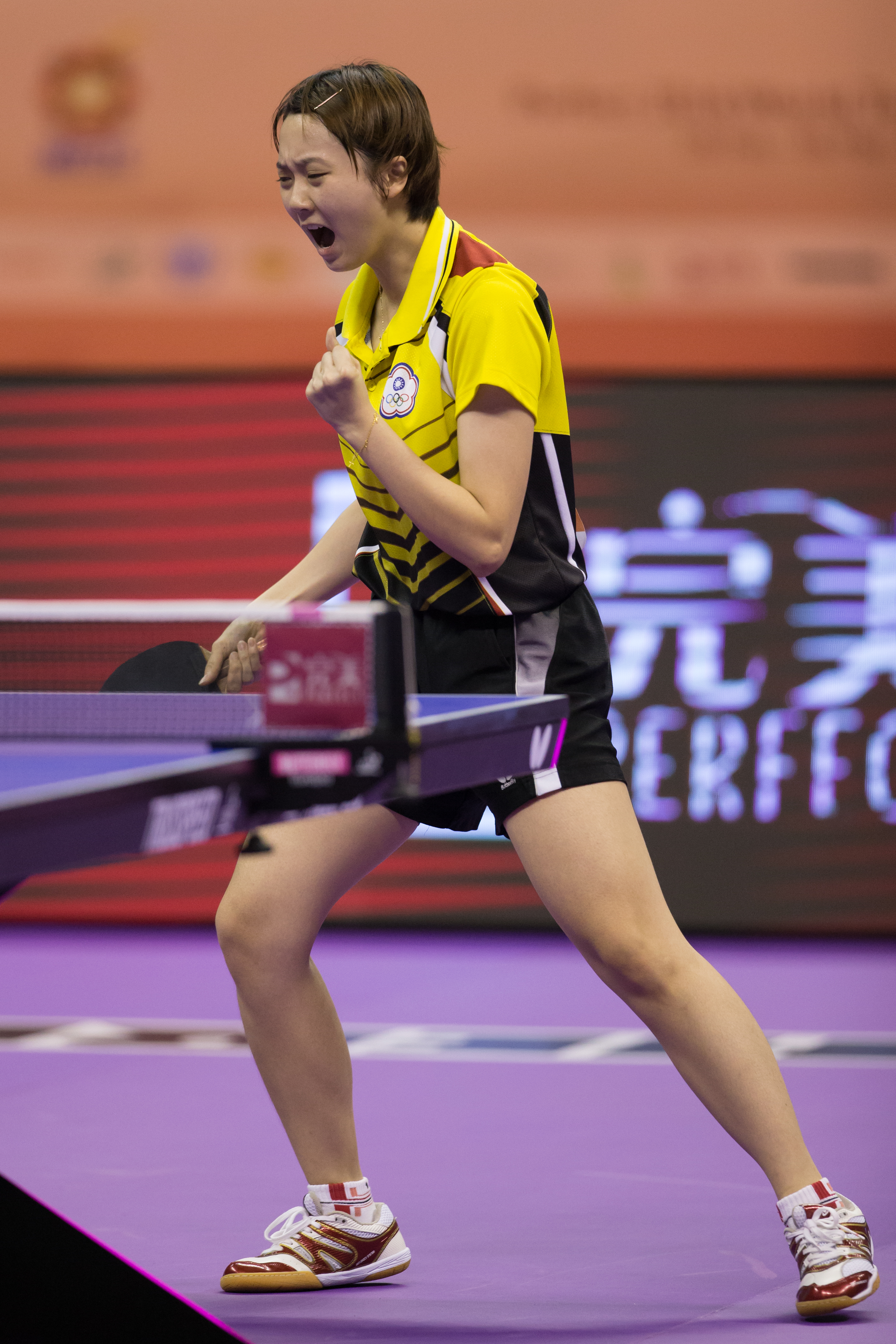
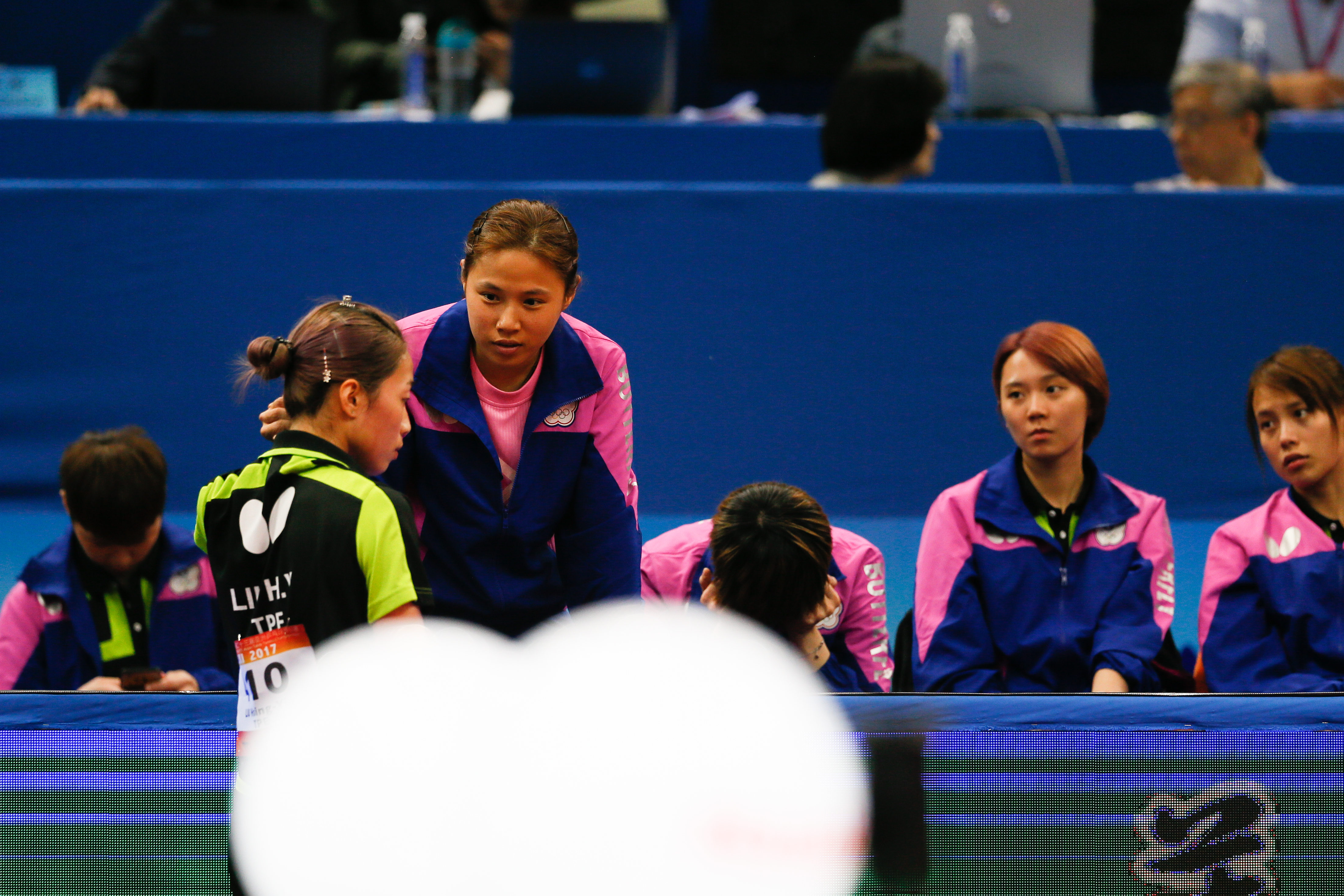
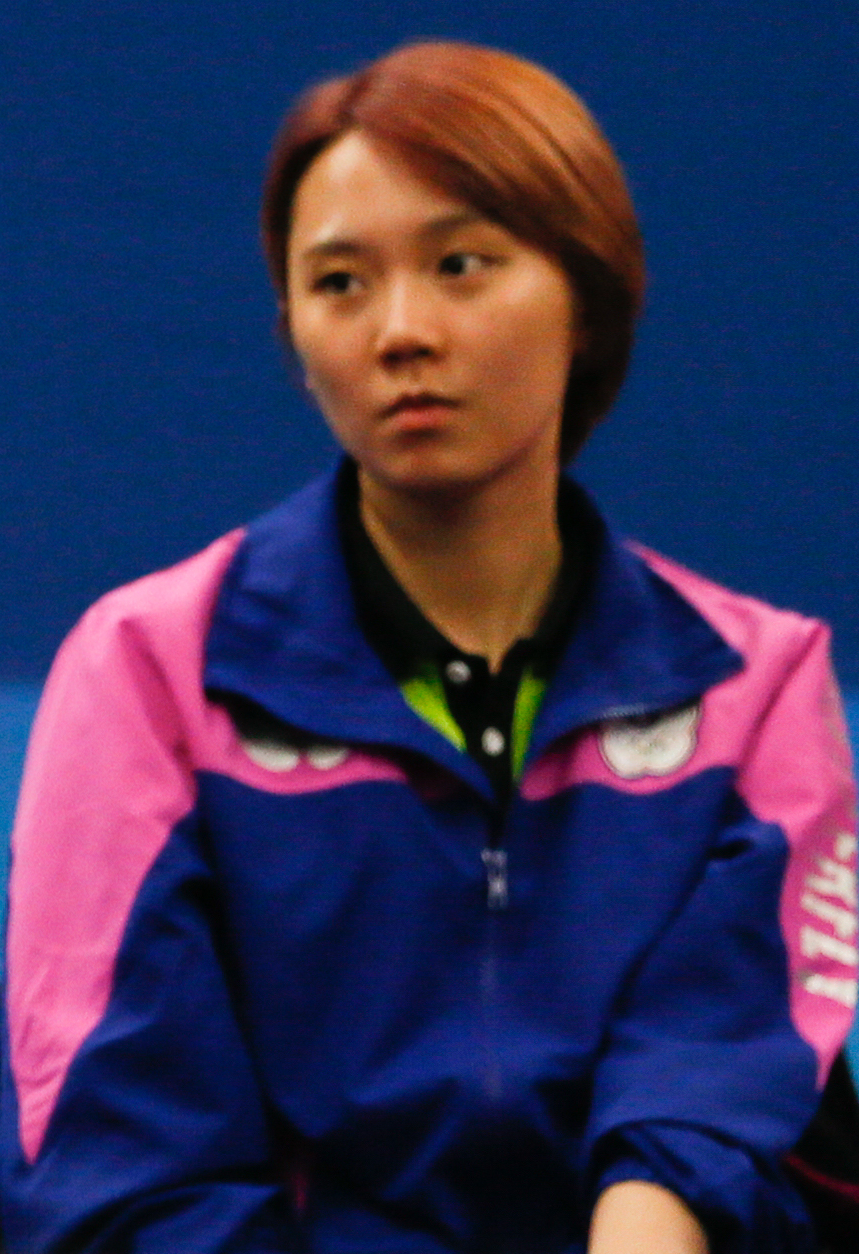

## 外部連結
- 鄭先知的Instagram帳戶